# ویلا دل کونته
ویلا دل کونته (به ایتالیایی: Villa del Conte) یک کومونه در ایتالیا است که در استان پادووا واقع شده‌است. ویلا دل کونته ۱۷٫۳ کیلومتر مربع مساحت و ۵٬۲۴۹ نفر جمعیت دارد و ۲۷ متر بالاتر از سطح دریا واقع شده‌است.